# Museo de Ciencias Naturales e Historia Antonio Ruiz de Montoya
El Museo de Ciencias Naturales e Historia Antonio Ruiz de Montoya es un museo situado en la ciudad de Posadas, en Argentina.
Depende del Instituto Superior Antonio Ruiz de Montoya (ISARM), que es un centro educativo terciario. Fue fundado en 1960 por Monseñor Jorge Kemerer y cuenta entre sus carreras con varios profesorados y tecnicaturas. Su actual rectora es María Eva Lescano de Borkoski.

## Ubicación
Se encuentra ubicado en el Centro Multicultural de la Costanera, en la Avenida Costanera 1990, en la Costanera de las Ciudad de Posadas,  Misiones.

## Descripción
El Museo, en su sección de Ciencias Naturales, posee y exhibe colecciones de mamíferos embalsamados, anfibios, insectos y moluscos. También hay un serpentario con serpientes vivas. En su sección de historia, posee muestras sobre Misiones en la prehistoria, la vida y cultura guaraní, las misiones jesuíticas y la colonización por parte de inmigrantes europeos.

## Turismo
Este museo forma parte de la Región del Sur es una subregión turística de la provincia de Misiones, Argentina.
Está integrada por los departamentos de Apóstoles, Capital, Candelaria, San Ignacio, Concepción y San Javier.